# Sigrid Warnicke
Sigrid Warnicke (gebürtig Sigrid Harnoß; * 27. März 1937 in Namslau, Niederschlesien) ist eine deutsche Politikerin (SPD). Von 1983 bis 1995 saß sie im Schleswig-Holsteinischen Landtag.

## Leben
Sigrid Warnicke wurde in der niederschlesischen Kreisstadt Namslau geboren. Sie wuchs in Nürnberg auf und absolvierte eine kaufmännische Lehre. Im Jahr 1966 kam sie nach Schleswig-Holstein. Im Jahr 1970 trat sie in die SPD ein und gehörte ab 1973 dem Ausschuss für Vertriebene, Flüchtlinge und Kriegsgeschädigte der Lübecker Bürgerschaft an. Im Jahr 1974 wurde sie zum ersten Mal in die Bürgerschaft gewählt, der sie bis 1983 angehörte. In der Bürgerschaft war sie Mitglied in neun Ausschüssen, dem Personalausschuss saß sie vor. Daneben war sie im Landesverband Schleswig-Holstein des Deutschen Städtetags in den Jahren 1978 bis 1983 Mitglied des Personalausschusses.
Im Jahr 1983 wurde sie in den Schleswig-Holsteinischen Landtag gewählt und gab ihre politischen Ämter in Lübeck auf. 1987 wurde sie mit 49,5 Prozent der Stimmen im Wahlkreis Lübeck-Ost wiedergewählt. Bei der Wahl 1988 zur 12. Wahlperiode erhielt sie 58,6 Prozent der Erststimmen. Im Jahr 1992 erhielt sie 46,2 Prozent der Stimmen. Im Februar 1995 schied sie vor Ablauf der Wahlperiode aus, für sie rückte Andreas Beran nach. Sigrid Warnicke wurde Bürgerbeauftragte für soziale Angelegenheiten des Landes Schleswig-Holstein. Für ihren Einsatz in diesem Amt erhielt sie große Anerkennung über Parteigrenzen hinweg. Im Jahr 2001 schied sie aus dem Amt aus; ihre Nachfolge trat Birgit Wille-Handels aus Groß Grönau an.
Sigrid Warnecke ist verheiratet und hat drei Kinder.

## Ehrungen
- Senatsplakette der Stadt Lübeck (1983)
- Bundesverdienstkreuz am Bande (1998)[3]